# Morongo Valley
Morongo Valley is een plaats (census-designated place) in de Amerikaanse staat Californië, en valt bestuurlijk gezien onder San Bernardino County.

## Demografie
Bij de volkstelling in 2000 werd het aantal inwoners vastgesteld op 1929.

## Geografie
Volgens het United States Census Bureau beslaat de plaats een oppervlakte van
20,0 km², geheel bestaande uit land. Morongo Valley ligt op ongeveer 787 m boven zeeniveau.

## Plaatsen in de nabije omgeving
De onderstaande figuur toont nabijgelegen plaatsen in een straal van 32 km rond Morongo Valley.